# Socket AM5
АМ5 (LGA 1718) — процессорный разъем компании AMD выпускаемый на замену АМ4 и предназначенный для процессоров Ryzen 7000. Выход - 27 сентября 2022 года.  
Монтажные отверстия для систем охлаждения на сокетах АМ4 и АМ5 полностью идентичны, что означает полную совместимость систем охлаждения для этих сокетов. Однако изменение толщины процессора делает невозможным использование некоторых систем охлаждения, ряд фирм выпустила дополнительные крепления для своих систем охлаждения специально для новых процессоров .
Крепление систем охлаждения на сокет AM5, так же, как и на сокет AM4 частично несовместимо с предыдущими креплениями сокетов AM2, AM2+, AM3, AM3+, FM2 — стандартное крепление на защёлку-«качели» через пластиковые проставки совместимость не потеряло, но изменившееся расположение отверстий не позволит использовать системы охлаждения от предыдущих сокетов с креплением непосредственно к материнской плате .

## Основные отличия от АМ4
- исполнение в корпусе LGA, у разъема появился бэкплейт (металлическая пластина с обратной стороны материнской платы для защиты от деформации)
- поддержка интерфейса PCIe 5-го поколения[7]
- поддержка оперативной памяти 5-го поколения (DDR5 SDRAM)[7]
- технология AMD RAMP (Ryzen Accelerated Memory Profile) аналогичная XMP 3.0 (использует для автоматического разгона оперативной памяти DDR5 сверх заявленных JEDEC спецификаций)[8] переименована в AMD EXPO (EXtended Profiles for Overclocking) [9]
- Двухчипсетные материнские платы старшего сегмента (X670 набор логики) и отсутствие поддержки DDR4 памяти у материнских плат с B650 и X670 наборами логики [10]

## Слухи, предварительные презентации
По предварительным данным новые процессоры будут иметь градацию по требованию к системам охлаждения в 120 Вт для воздушного и 170 Вт для систем жидкостного охлаждения. Это означает что реальное потребление (PPT - Power Package Tracing) будет составлять около 230 Вт.
AMD представила новую платформу в рамках мероприятия Computex 2022 на которой был показан инженерный образец процессора Ryzen нового поколения. В ходе конференции в одной из игр процессор развивал частоту на отдельные ядра в пределах 5,5 ГГЦ посредством автоматического разгона Precision Boost Overdrive (PBO).
Так же в рамках Computex 2022 фирма MSI представила свою презентацию материнской платы, в ходе которой были показаны инженерный процессор и его установка, материнская плата на новом "парном" чипсете без радиаторов охлаждения и прочей технической информации. В скором времени видео с конференции перестало быть доступно к просмотру из-за информационного эмбарго.
В сети появилось изображение демонтированной крышки (IHS) восьмиядерного инженерного образца Ryzen 7000. Видимо, в будущих Ryzen будет использоваться в качестве термоинтерфейса припой, как и ранее. Компоновка чиплетов процессора изменилась незначительно.

## Процессоры
Настольные процессоры на сокет AM5:
| Серия и модель | Серия и модель | CPU           | CPU           | CPU           | CPU    | CPU   | CPU      | iGPU | Сокет | TDP    | Дата выхода | Цена  |
| Серия и модель | Серия и модель | Ядра (потоки) | Частота (ГГц) | Частота (ГГц) | Кэш    | Кэш   | Кэш      | iGPU | Сокет | TDP    | Дата выхода | Цена  |
| Серия и модель | Серия и модель | Ядра (потоки) | Базовая       | Макс.         | L1     | L2    | L3       | iGPU | Сокет | TDP    | Дата выхода | Цена  |
| -------------- | -------------- | ------------- | ------------- | ------------- | ------ | ----- | -------- | ---- | ----- | ------ | ----------- | ----- |
| Ryzen 5        | 7500F          | 6 (12)        | 3,7           | 5,0           | 384 КБ | 6 МБ  | 32 МБ    | Нет  | AM5   | 65 Вт  | 2023 Q3     | 179 $ |
| Ryzen 5        | 7600           | 6 (12)        | 3,8           | 5,1           | 384 КБ | 6 МБ  | 32 МБ    | Да   | AM5   | 65 Вт  | 2023 Q1     | 229 $ |
| Ryzen 5        | 7600X          | 6 (12)        | 4,7           | 5,3           | 384 КБ | 6 МБ  | 32 МБ    | Да   | AM5   | 105 Вт | 2022 Q3     | 299 $ |
| Ryzen 7        | 7700           | 8 (16)        | 3,8           | 5,3           | 512 КБ | 8 МБ  | 32 МБ    | Да   | AM5   | 65 Вт  | 2023 Q1     | 329 $ |
| Ryzen 7        | 7700X          | 8 (16)        | 4,5           | 5,4           | 512 КБ | 8 МБ  | 32 МБ    | Да   | AM5   | 105 Вт | 2022 Q3     | 399 $ |
| Ryzen 7        | 7800X3D        | 8 (16)        | 4,2           | 5,0           | 512 КБ | 8 МБ  | 96 MB    | Да   | AM5   | 120 Вт | 2023 Q2     | 449 $ |
| Ryzen 9        | 7900           | 12 (24)       | 3,7           | 5,4           | 768 КБ | 12 МБ | 32+32 МБ | Да   | AM5   | 65 Вт  | 2023 Q1     | 429 $ |
| Ryzen 9        | 7900X          | 12 (24)       | 4,7           | 5,6           | 768 КБ | 12 МБ | 32+32 МБ | Да   | AM5   | 170 Вт | 2022 Q3     | 549 $ |
| Ryzen 9        | 7900X3D        | 12 (24)       | 4,4           | 5,6           | 768 КБ | 12 МБ | 32+96 МБ | Да   | AM5   | 120 Вт | 2023 Q1     | 599 $ |
| Ryzen 9        | 7950X          | 16 (32)       | 4,5           | 5,7           | 1 МБ   | 16 МБ | 32+32 МБ | Да   | AM5   | 170 Вт | 2022 Q3     | 699 $ |
| Ryzen 9        | 7950X3D        | 16 (32)       | 4,2           | 5,7           | 1 МБ   | 16 МБ | 32+96 МБ | Да   | AM5   | 120 Вт | 2023 Q1     | 699 $ |

1. ↑  Максимальная частота Precision Boost 2 , 1–2 активных ядер

## Чипсеты
Сокет АМ5 может использоваться материнскими платами с 5 наборами логики.
| Модель | Дата выхода      | Чипсеты          | Подключения чипсета | Подключения чипсета | PCIe                     | PCIe      | PCIe | USB        | USB        | USB                                                               | RAID       | SATA       | Разгон процессора | Разгон Памяти | TDP (W) | Поддержка поколений CPU |
| Модель | Дата выхода      | Чипсеты          | CPU                 | Interchipset        | PCIe линий               | CrossFire | SLI  | 2.0        | 3.2 Gen 2  | Дополнительный                                                    | RAID       | SATA       | Разгон процессора | Разгон Памяти | TDP (W) | Zen 4                   |
| ------ | ---------------- | ---------------- | ------------------- | ------------------- | ------------------------ | --------- | ---- | ---------- | ---------- | ----------------------------------------------------------------- | ---------- | ---------- | ----------------- | ------------- | ------- | ----------------------- |
| А620   | 2023             | Promontory 21 ×1 | PCIe 4.0 ×4         | неиспользованные    | неизвестно               | нет       | нет  | неизвестно | неизвестно | неизвестно                                                        | неизвестно | неизвестно | нет               | да            | ~4.5    | да                      |
| B650   | 10 октября 2022  | Promontory 21 ×1 | PCIe 4.0 ×4         | неиспользованные    | PCIe 4.0 ×8 PCIe 3.0 ×4  | да        | нет  | ×6         | ×4         | ×1 3.2 Gen 2×2 или ×2 3.2 Gen                                     | 0, 1, 10   | 4          | да                | да            | ~7      | да                      |
| B650E  | 10 октября 2022  | Promontory 21 ×1 | PCIe 4.0 ×4         | неиспользованные    | PCIe 4.0 ×8 PCIe 3.0 ×4  | да        | нет  | ×6         | ×4         | ×1 3.2 Gen 2×2 или ×2 3.2 Gen                                     | 0, 1, 10   | 4          | да                | да            | ~7      | да                      |
| X670   | 27 сентября 2022 | Promontory 21 ×2 | PCIe 4.0 ×4         | PCIe 5.0 ×4         | PCIe 4.0 ×12 PCIe 3.0 ×8 | да        | нет  | ×12        | ×8         | ×2 3.2 Gen 2×2 или ×1 3.2 Gen 2×2 + ×2 3.2 Gen 2 или ×4 3.2 Gen 2 | 0, 1, 10   | 8          | да                | да            | ~14     | да                      |
| X670E  | 27 сентября 2022 | Promontory 21 ×2 | PCIe 4.0 ×4         | PCIe 5.0 ×4         | PCIe 4.0 ×12 PCIe 3.0 ×8 | да        | нет  | ×12        | ×8         | ×2 3.2 Gen 2×2 или ×1 3.2 Gen 2×2 + ×2 3.2 Gen 2 или ×4 3.2 Gen 2 | 0, 1, 10   | 8          | да                | да            | ~14     | да                      |

## Примечание
1. ↑  Zen 4 будет реализован под 1718-контактный сокет LGA. Дата обращения: 25 января 2022. Архивировано 24 февраля 2022 года.
2. ↑  Илья Гавриченков. AMD представила 700-долларовый Ryzen 9 7950X и другие Ryzen 7000 подешевле: начало продаж — 27 сентября. 3DNews (30 августа 2022). Дата обращения: 10 сентября 2022. Архивировано 10 сентября 2022 года.
3. ↑  1718-контактный сокет LGA и будет иметь обратную совместимость с существующими кулерами для сокета AM4. Дата обращения: 25 января 2022. Архивировано 24 февраля 2022 года.
4. ↑  комплект креплений для монтажа кулеров на процессоры AMD Ryzen 7000. Дата обращения: 10 декабря 2022. Архивировано 10 декабря 2022 года.
5. ↑  Фото дня: процессор AMD Zen и разъем AM4 Архивная копия от 19 сентября 2016 на Wayback Machine // IXBT.com, сен 2016
6. ↑  AMD Ryzen ROG AM4 Crosshair VI Hero Preview | AMD Ryzen ROG AM4 Crosshair VI Hero | CPU & Mainboard. OC3D (англ.). 24 февраля 2017. Архивировано 5 августа 2018. Дата обращения: 30 мая 2018.
7. 1 2  Ксения Мурашева ASUS показал, что нового будет в матплатах для сокета AM5 и процессоров AMD Zen 4 Архивная копия от 3 сентября 2022 на Wayback Machine // Ferra.ru, 20 августа 2022
8. ↑  профили AMD RAMP — аналог Intel XMP 3.0 для разгона DDR5. Дата обращения: 14 апреля 2022. Архивировано 13 апреля 2022 года.
9. ↑  Технология AMD RAMP отныне зовется AMD EXPO. Дата обращения: 26 апреля 2022. Архивировано 25 апреля 2022 года.
10. ↑  отсутствия поддержки DDR4 на платформе AMD AM5, а X670 будет двухчипсетным. Дата обращения: 26 апреля 2022. Архивировано 25 апреля 2022 года.
11. ↑  С точки зрения TDP вводятся две дополнительные градации. Дата обращения: 30 мая 2022. Архивировано 26 августа 2022 года.
12. ↑  Максимальное энергопотребление процессоров Ryzen 7000 приблизится к Alder Lake и составит 230 Вт. Дата обращения: 30 мая 2022. Архивировано 31 мая 2022 года.
13. ↑  AMD представила процессоры Ryzen 7000 на Zen 4 и новый сокет AM5. Дата обращения: 29 мая 2022. Архивировано 29 мая 2022 года.
14. ↑  AMD. AMD at Computex 2022. Дата обращения: 29 мая 2022. Архивировано 29 мая 2022 года.
15. ↑  затем было удалено. Дата обращения: 29 мая 2022. Архивировано 29 мая 2022 года.
16. ↑  AMD's Upcoming Zen 4 CPU Delidded by Overclocker. Дата обращения: 9 июня 2022. Архивировано 9 июня 2022 года.
17. ↑  Полосы PCIe предоставляются чипсетом. ЦП обеспечивает другие линии PCIe 5.0.
18. ↑  Каждый набор микросхем Promontory 21 предоставляет 4 порта SATA, всего 8 портов.
19. ↑  Материнские платы, продаваемые как X670 и X670E, оснащены двумя наборами микросхем Promontory 21, каждый из которых имеет TDP ~ 7 Вт.